# Tranvías de Bilbao

## Historia

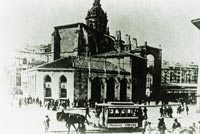
Tranvía tirado por caballos junto a la iglesia de San Antón en Bilbao.

Los tranvías de tracción animal fueron introducidos en Bilbao en 1872 con la línea Bilbao-Las Arenas. Y ésta fue la primera ciudad de España en introducir el servicio de tranvía eléctrico, con la línea Bilbao-Santurce, electrificada en 1896 (inaugurado en 1882 con tracción animal) y gestionada por una antecesora de la actual Transportes Colectivos. En 1920 la red alcanzaba 109 kilómetros, y doce líneas.
En 1964 desaparecen las últimas líneas sustituidas por trolebuses.

## Actualidad

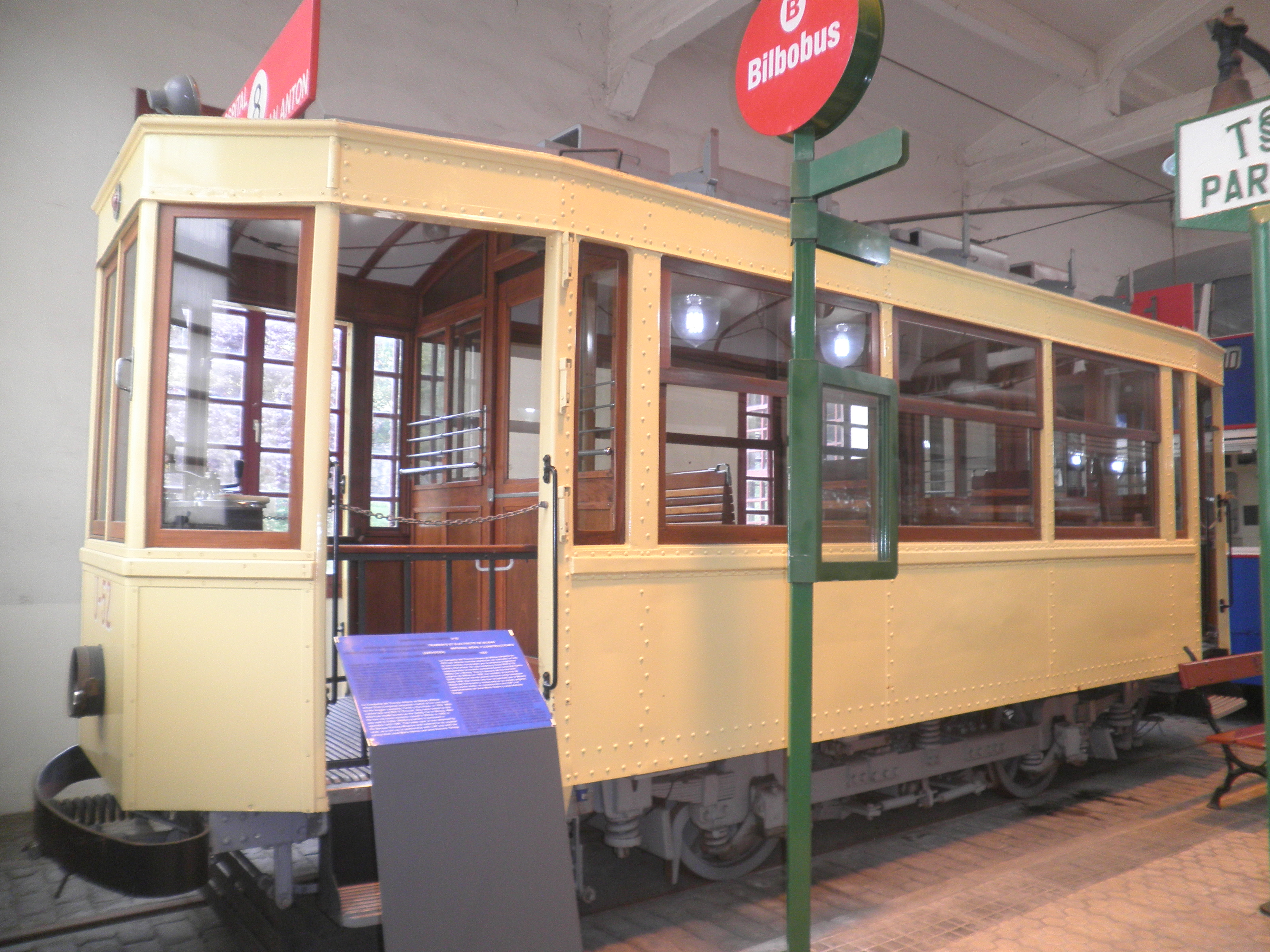
Antiguo tranvía de Bilbao preservado en el Museo del Ferrocarril de Azpeitia.

Tras la desaparición del anterior tranvía pasaron casi cuatro décadas hasta que el 27 de mayo de 1999 se inician oficialmente las obras del nuevo tranvía, y se inaugura el primer tramo el 18 de diciembre de 2002, Atxuri-Uribitarte, con seis paradas. El 30 de abril de 2003 se amplía con la parada Guggenheim. El 24 de julio de 2003 entran en funcionamiento cuatro paradas más, las correspondientes al tramo Guggenheim - San Mamés. En el año 2004, la línea se amplía con la parada Basurto y finálmente el 27 de abril de 2012 se amplía con 2 nuevas paradas Basurto y la Casilla, cambiándose, además de nombre la estación de Basurto por Ospitalea/Hospital.